# 沙河駅 (中国国鉄)
沙河駅（さがえき）は中華人民共和国北京市昌平区沙河地区弁事処境内に位置する中国国鉄北京鉄路局が管轄する駅である。

## 所属路線
- 中国国鉄
  - 京包線：北京駅起点より45km、包頭駅終点まで787km
  - 京通線：昌平からの列車が元京張線経由で北京北駅まで乗り入れる。北京北駅より21km
  - 北京北西環状線：三家店駅まで34km[1]
  - 双沙線：双橋駅起点より42km

豊沙線三家店駅への連絡線である北京北西環状線が接続する。また、北京駅への路線と元京張線である北京北駅への路線の分岐駅である。京通線は本駅より工事開始され、昌平駅まで京包線が複線となったため、京通線の0キロポストは昌平駅に存在する。

## 駅構造
- 単式ホーム1面、島式ホーム1面の地上駅である。

## 利用状況
2010年1月現在、毎日15本の旅客列車が発着する。

## 歴史
- 1905年 - 開業した。

## 隣の駅
中国国鉄
京包線
黄土店駅 - 沙河駅 - 昌平駅
京原線（京張線）
清河駅 - 沙河駅 - 昌平駅
北京北西環状線
寨口駅 - 沙河駅
双沙線
黄土店駅 - 沙河駅